# Пфаффенхофен-ан-дер-Ильм (район)
Пфаффенхофен-ан-дер-Ильм (нем. Pfaffenhofen an der Ilm) — район в Германии. Центр района — город Пфаффенхофен-ан-дер-Ильм. Район входит в землю Бавария. Подчинён административному округу Верхняя Бавария. Занимает площадь 760,36 км². Население — 115 826 чел. Плотность населения — 152 человека/км².
Официальный код района — 09 1 86.
Район подразделяется на 19 общин.

## Административное устройство

Муниципалитеты района Пфаффенхофен-ан-дер-Ильм (Бавария)

### Городские общины
1. Гайзенфельд (9695)
2. Пфаффенхофен-ан-дер-Ильм (23 595)
3. Фобург-ан-дер-Донау (7071)

### Ярмарочные общины
1. Вольнцах (10 965)
2. Манхинг (11 256)
3. Райхертсхофен (7486)
4. Хоэнварт (4327)

### Сельские общины
1. Бар-Эбенхаузен (4800)
2. Герольсбах (3329)
3. Етцендорф (2935)
4. Ильммюнстер (2154)
5. Мюнксмюнстер (2873)
6. Пёрнбах (2007)
7. Райхертсхаузен (4937)
8. Рорбах (5500)
9. Хеттенсхаузен (2040)
10. Шайерн (4499)
11. Швайтенкирхен (4890)
12. Эрнсгаден (1466)

### Объединения общин
1. Административное сообщество Гайзенфельд
2. Административное сообщество Ильммюнстер
3. Административное сообщество Райхертсхофен

## Население
По оценке на 31 декабря 2015 года население района составляет 124 128 человек.
| Дата      | 1840  | 1871  | 1900  | 1925  | 1939  | 1950  | 1961  | 1970  | 1987  | 2011   |
| --------- | ----- | ----- | ----- | ----- | ----- | ----- | ----- | ----- | ----- | ------ |
| Население | 34248 | 40202 | 45904 | 51359 | 54609 | 72373 | 67537 | 76564 | 88449 | 116116 |

| Год       | 1960  | 1970  | 1980  | 1990  | 2000   | 2009   | 2010   | 2011   | 2012   | 2013   | 2014   | 2015   |
| --------- | ----- | ----- | ----- | ----- | ------ | ------ | ------ | ------ | ------ | ------ | ------ | ------ |
| Население | 66794 | 77106 | 83352 | 95771 | 111669 | 116991 | 117371 | 116973 | 118349 | 119987 | 121594 | 124128 |

## Внешние ссылки
- Официальная страница (нем.)